# Неуправляемая авиационная ракета

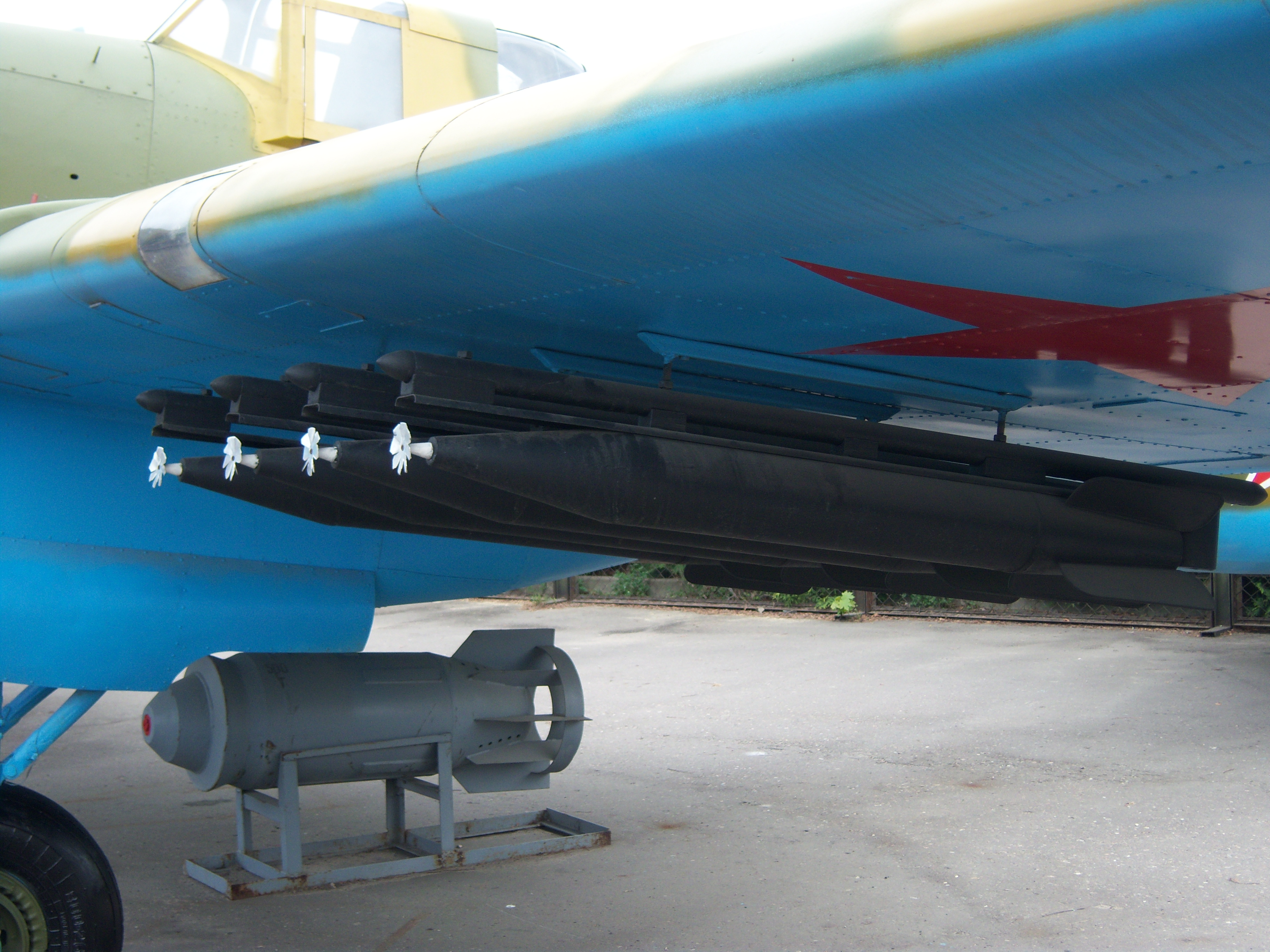
Реактивные снаряды под крылом Ил-2.

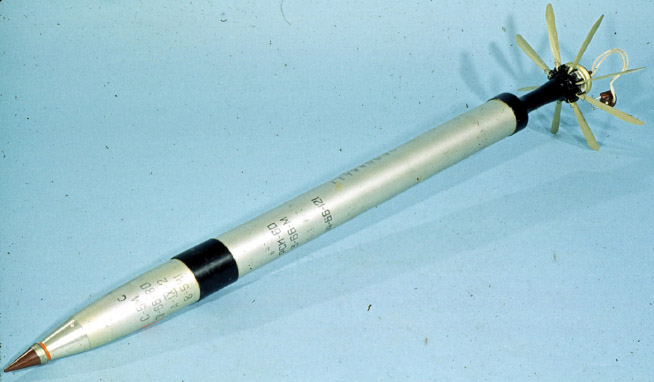
Неуправляемая ракета С-5М

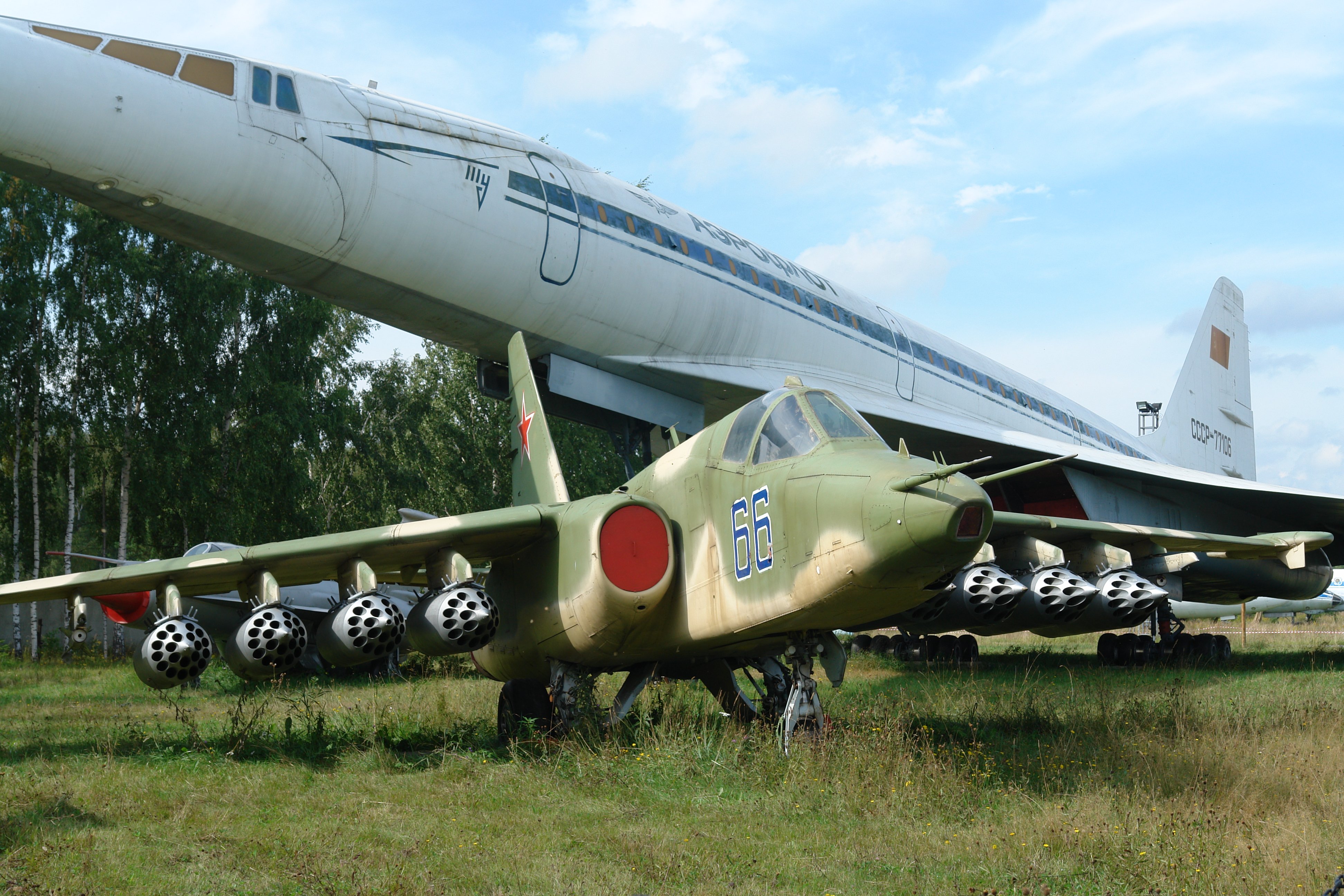
Су-25, хорошо видны блоки с НАР под крылом

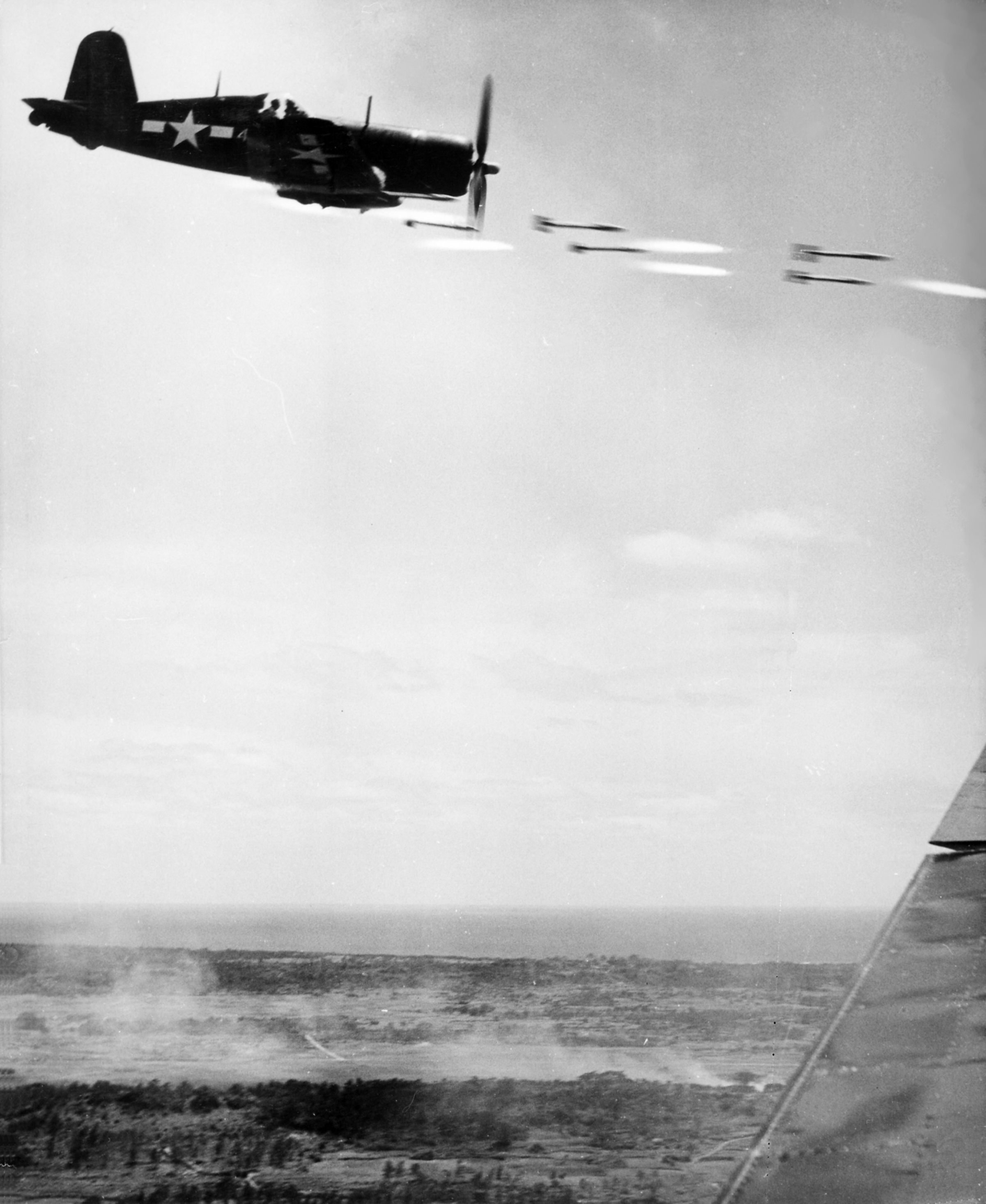
Американский самолёт «Корсар» ведёт огонь ракетами, поддержка войск при битве за Окинаву

Неуправляемая авиационная ракета (аббр. — НАР) — вид авиационных средств поражения. 
После пуска ракета совершает неуправляемый полёт. В литературе также можно встретить устаревшее обозначение неуправляемых авиационных ракет как реактивный снаряд,  НУРС, однако эта аббревиатура имеет более широкое значение и относится к ракетам как воздушного базирования, так и наземного.

## История
В 1912 году российский морской офицер Н. А. Яцук в книге «Воздухоплавание в морской войне» высказал мысль об использовании ракет для вооружения самолётов. В том же году И. В. Воловский предлагал два варианта «реактивной митральезы» — блоков на 20 либо на 50 ракет с электрозапалом, калибр ракет — 2 дюйма (50,8 мм), длина ракет — 40 дюймов (1015 мм), но проект реализован не был.
Через несколько лет идея нашла практическое воплощение — французский морской офицер Ле-Приер сконструировал боевые пороховые ракеты для самолётов. Они с успехом применялись французскими и британскими лётчиками для уничтожения немецких аэростатов наблюдения. На самолёте обычно устанавливали 6 или 8 ракет.
Впервые в мире подобное оружие в бою было применено 20 августа 1939 года лётчиками ВВС РККА группы капитана Н. Звонарева в конфликте на реке Халхин-Гол — вылетев в 16 часов на выполнение боевого задания по прикрытию советских войск, лётчики И. Михайленко, С. Пименов, В. Федосов и Т. Ткаченко под командованием капитана Н. Звонарёва над линией фронта встретились с японскими истребителями. По сигналу командира все пятеро произвели одновременный залп НАР РС-82 с расстояния около километра и сбили два японских самолёта.
Во время Второй мировой войны НАР применялись Королевскими ВВС Великобритании, Люфтваффе, ВВС США и ВВС РККА против наземных и воздушных целей.
14 октября 1943 года в небе над Германией состоялся воздушный бой с применением НАР заграждения, отстреливаемых залповым способом («снопом»). Немецкие истребители-перехватчики успешно применили указанное оружие для отражения налёта союзнической бомбардировочной авиации с баз в Великобритании. По словам уцелевшего командира 384-й бомбардировочной группы ВВС Армии США полковника Бада Пизли, американские тяжёлые бомбардировщики B-17 Flying Fortress, направленные с заданием нанесения бомбового удара по Швайнфуртскому шарикоподшипниковому заводу, встретили в пути немецкие истребители-перехватчики — бортовое стрелково-пушечное вооружение бомбардировщиков позволяло на равных вести бой с перехватчиками, но те не стали приближаться на расстояние досягаемости огня противника, начав обстрел ракетами залповым способом с расстояния около 2 тысяч ярдов (1,8 км). По словам Пизли, НАР на начальном участке траектории полёта оставляли за собой двухсотметровый дымовой след, а их взрыв в диаметре вдвое превышал разрывы крупнокалиберных снарядов зенитной артиллерии. Каждый перехватчик имел под крыльями четыре орудийных блока с НАР, которые были оснащены неконтактными взрывателями, разрываясь на расстоянии, помимо фугасного действия взрывной волны, пробивали обшивку обстреливаемого самолёта готовыми поражающими элементами типа осколочного кожуха, которые были извлечены по возвращении техниками наземного обслуживания. Американский журнал «Тайм» сообщил, что таким образом немцам удалось за один бой 14 октября сбить шестьдесят американских B-17 (что по всей вероятности является преувеличением).
В настоящее время НАРами вооружаются и вертолёты.
По сравнению с пушечным вооружением НАР имеют бо́льшую прицельную дальность, но всё же имеют слишком большое рассеивание на большой дальности полёта. Так, к примеру, точность НАР С-8 при пуске на максимальную дальность — около 0,003 от дальности.